# Lodret streg
Den lodrette streg ( | ) er et typografisk  symbol, der bruges i mange sammenhænge – især inden for matematisk notation og datalogi. Der findes også den brudte streg ( ¦ ) og den dobbelte streg ( ‖ ). På et dansk tastatur findes den lodrette streg ofte ved at trykke alt Gr+´.

## I matematik
I matematikken bruges den lodrette streg blandt andet til følgende notationer:
- Til af få den absolutte værdi af et tal: {\displaystyle |x|} — den absolutte værdi af x.
- Til sæt-definitioner: {\displaystyle \{x\mid x<2\}} — alle x for hvilke gælder at x er mindre end 2.
- Divisibilitet: {\displaystyle a|b} — a går op i b.
- Angivelse af et linjestykkers længde {\displaystyle |AB|} — Længden af linjestykket fra 'A' til 'B'

## I programmering
I forskellige programmeringssprog anvendes den lodrette streg til forskellige formål:
- Logisk disjunktion: a || b — a eller b (bruges i for eksempel C).
- Bitvis disjunktion: a | b — a bitvist OR'et med b (bruges i for eksempel C).
- Konkatenering: a || b — a konkateneret med b (bruges i for eksempel SQL).

### Brug i wiki
Den lodrette streg bruges desuden i mange wiki-software – heriblandt mediawiki. I mediawiki bruges den (blandt andet) til at angive et alternativt navn for et link. Således kan man lave et link til C (programmeringssprog) med teksten C: [[C (programmeringssprog)|C]].

## I datalogi
I ASCII-tegnsættet findes den lodrette streg som tegn nummer 124 og repræsenteres i Unicode som U+007C. Den brudte streg findes ikke i ASCII, men repræsenteres i Unicode som U+00A6. Den dobbelte streg er i Unicode som U+2016.
Tegnet bruges i mange operativsystemer til at angive "pipes" – en FIFO lignende fil, på kommandolinjen (f.eks. UNIX, DOS).  På denne måde kan resultatet fra en operation føres over i den næste uden at oprette midlertidige filer.
| \| | Vertical line        | U+007C | &#124;  | &#x7c;   |
| ¦  | Broken bar           | U+00A6 | &#166;  | &#xa6;   |
| ‖  | Double vertical line | U+2016 | &#8214; | &#x2016; |